# 이졸데 코스트너
이졸데 코스트너(독일어: Isolde Kostner, 1975년 3월 20일~)는 이탈리아의 전직 알파인 스키 선수이다. 올림픽에 3회 참가했으며 1994년 동계 올림픽에서 여자 활강과 슈퍼대회전 종목 동메달을 획득했고 2002년 동계 올림픽에서 여자 활강 종목 은메달을 획득했다. 또한 세계 선수권 대회에서 금메달 2개, 은메달 1개를 획득했고 월드컵에서 여자 종합 4위 1회, 여자 활강 부문 우승 2회 달성했다.

## 개인사
코스트너는 동계 스포츠 선수 가문 출신으로 사촌인 카롤리나 코스트너는 이탈리아 국가대표 피겨스케이팅 선수로 활동했다.